# Jauhien Szatochin
Jauhien Szatochin (biał. Яўген Шатохін, ros. Евгений Шатохин, Jewgienij Szatochin; ur. 25 lutego 1947 w Pińsku, zm. 22 stycznia 2012 tamże) – białoruski artysta grafik i polityk.

## Życiorys
Urodził się 25 lutego 1947 roku w Pińsku, w obwodzie pińskim Białoruskiej SRR, ZSRR. Mieszkał przez pewien czas na dalekiej północy Rosji, po czym wrócił do swego rodzinnego miasta. Pierwsze wystawy swoich prac zorganizował w 1972 roku. Jego grafiki były wystawiane we Francji, Polsce, Rosji i Stanach Zjednoczonych. W swojej twórczości starał się ukazać piękno i historię ojczystego kraju. Stworzył kilka cyklów i serii poświęconych wybitnym osobom i krajobrazom rodzinnych stron. W 2010 roku, z okazji 600-lecia bitwy pod Grunwaldem wykonał portret wielkiego księcia litewskiego Witolda Kiejstutowicza.
Należał do Białoruskiego Frontu Ludowego „Odrodzenie” od początku jego istnienia. W latach 1990–1999 był deputowanym do Pińskiej Miejskiej Rady Deputowanych. Następnie do końca życia wchodził w skład Sejmu Konserwatywno-Chrześcijańskiej Partii – BNF.
Zmarł 22 stycznia 2012 roku w Pińsku.

## Odznaczenia
- Tytuł Honorowego Obywatela Miasta Albert (Francja, 2003);
- Medal Białoruskiego Związku Artystów „Za Zasługi w Sztuce malarskiej” (2004)[1].